# Ummagumma
Ummagumma (укр. Уммагумма) — четвертий студійний альбом британського рок-гурту «Pink Floyd», Альбом було випущено 25 жовтня 1969 року. Досяг п'ятого місця в хіт-парадах Великій Британії та 74-го місця в США. У 1987 році альбом було перевидано на двох CD. CD у новому цифровому ремастерінзі було випущено в 1994 році в Європі і в 1995 році у США. У жодному з перевидань на CD не було фотографії першої дружини Роджера Вотерса, яку можна було побачити на внутрішньому конверті оригінального релізу на платівці.
Дизайном альбому займалася студія «Hipgnosis» Сторма Торґерсона.
Цей концертний та студійно-експериментальний альбом був покликаний підвести риску під одним етапом роботи гурту та відкрити інший. Його першу частину було записано на двох концертах у квітні та травні 1969 року. Друга частина — це сольні експерименти членів гурту. Слово «ummagumma» означає на кембріджському шкільному слензі «займатися сексом». Але члени гурту казали, що назву було вибрано тільки тому, що вона добре звучить.

## Історія

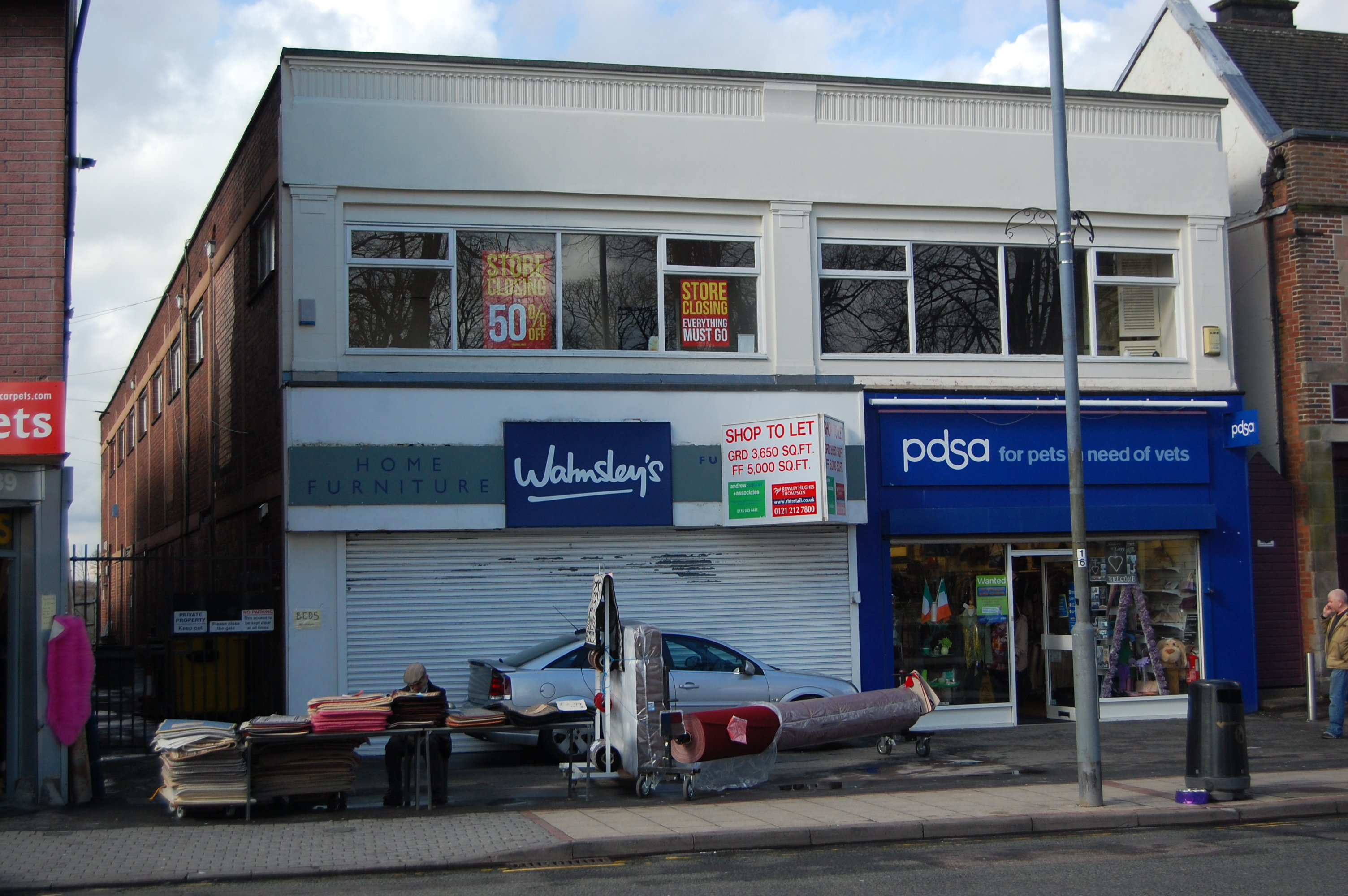
Розташування між двома магазинами клубу (Mothers Club) в Бірмінгемі, де вживу був записаний альбом (знімок зроблений у березні 2013 року)

«Пінк Флойд» почав користуватися іншим підрозділом фірми «EMI» для звукозапису — «Harvest», яке за задумом його засновника Малколма Джонса мало відповідати духу нової прогресивної музики «андерграунд». «Харвест» робить сміливий крок, дозволяючи групі поєднати в альбомі концертну платівку зі студійною, яку розділено на чотири частини, що представляють сольні роботи кожного музиканта. Продюсером альбому в останній раз стає Норман Сміт. Це був перший подвійний альбом «Харвест» і перший альбом в історії компанії, що потрапив в хіт-парад. Робота над ним у студії збіглася із записом першої сольної платівки Сіда Барретта «The Madcap Laughs», який частково продюсували Девід Гілмор і Роджер Вотерс. Перший диск було записано групою на двох концертах — спочатку в легендарному клубі «Mothers Club» 27 квітня 1969 року, потім — 2 травня в Торговій палаті Манчестера. Диск-жокей Джон Піл, у якого Нік Мейсон був на весіллі свідком, одного разу розповів, що злодії залізли до нього в будинок і єдине, що забрали звідти, була плівка із записом «Interstellar Overdrive», композиції, що планувалася до включення в альбом. За винятком «Grantchester Meadows» і, можливо, фінальної композиції «The Narrow / Way», сольний диск став експериментом, який провалився, або був поставлений передчасно. Загалом, «Пінк Флойд» не наважився записати традиційний подвійний альбом з композиціями «The Man» і «The Journey» в їх повній версії. Інтригуючий дизайн альбому, що виконав «Хіпнозіс», включає обкладинку мюзиклу «Gigi», якої немає в американському варіанті — можливо, через проблеми з авторськими правами. На звороті обкладинки зображено техперсонал групи, включаючи Алана Стайлза, якого пізніше увічнили в композиції «Alan's Psychedelic Breakfast», та обладнання, яке розставили на злітній смузі аеродрому «Біггін Хілл». На розвороті альбому Роджера Уотерса зобразили з його першою дружиною Джуд. На компакт-диску знімки дружини та аеродрому відсутні. Є думка, що поділ диска на три сольні композиції і «Saucerful …» було більш пов'язано з прагненням забезпечити справедливий поділ гонорару, ніж з творчими міркуваннями. Першу композицію, яку записали для альбому, але вона так і залишилася незавершеною, має назву «Embryo» («Ембріон»). Музиканти прийшли в жах, дізнавшись, що її було включено до збірки фірмою «Харвест» під назвою «Пікнік» (Harvest SHSS 1/2), і наполягли на негайному вилученні. Незважаючи на це, після студійного запису на Бі-Бі-Сі в грудні 1968 року «Embryo» виконували на багатьох концертах аж до кінця 1971 року і її записано в американському варіанті збірника «Works» у форматі компакт-диска. Оновлений альбом «Ummagumma» піддано радикальним змінам в 1994 році і його випущено на двох окремих дисках (Live: 8 31213 2; Studio: 8 31214 2) у рельєфній обкладинці. До цього додали плакат із зображенням лицьової сторони альбому. Було повернено знімок аеродрому «Біггін Хілл» і, крім цього, з'явилося ще кілька знімків, які зробили під час запису альбому, проте оригінальні портретні фотографії музикантів змінено. Джуд і раніше була відсутня, а концертні знімки датовано 1974 роком і пізніше. Студійний диск включав слова композиції «Grantchester Meadows», але не включав слова «The Narrow Way Part 3».

## Список композицій
Концертний альбом
| Перша сторона | Перша сторона                                                                          | Перша сторона  | Перша сторона |
| #             | Назва                                                                                  | Дата запису    | Тривалість    |
| ------------- | -------------------------------------------------------------------------------------- | -------------- | ------------- |
| 1.            | «Astronomy Domine» (Сід Барретт)                                                       | 27 квітня 1969 | 8:32          |
| 2.            | «Careful with That Axe, Eugene» (Роджер Вотерс, Річард Райт, Нік Мейсон, Девід Гілмор) | 2 травня 1969  | 8:49          |

| Друга сторона | Друга сторона                                           | Друга сторона  | Друга сторона |
| #             | Назва                                                   | Дата запису    | Тривалість    |
| ------------- | ------------------------------------------------------- | -------------- | ------------- |
| 3.            | «Set the Controls for the Heart of the Sun» (Вотерс)    | 2 травня 1969  | 9:27          |
| 4.            | «A Saucerful of Secrets» (Вотерс, Райт, Мейсон, Гілмор) | 27 квітня 1969 | 12:48         |

Студійний альбом
| Третя сторона | Третя сторона                                                                                          | Третя сторона |
| #             | Назва                                                                                                  | Тривалість    |
| ------------- | --- | ------------- |
| 1.            | «Sysyphus (Parts 1-4)» (Райт)                                                                          | 13:28         |
| 2.            | «Grantchester Meadows» (Вотерс)                                                                        | 7:26          |
| 3.            | «Several Species of Small Furry Animals Gathered Together in a Cave and Grooving with a Pict» (Вотерс) | 4:59          |

| Четверта сторона | Четверта сторона                                                                                   | Четверта сторона |
| #                | Назва                                                                                              | Тривалість       |
| ---------------- | -------------------------------------------------------------------------------------------------- | ---------------- |
| 4.               | «The Narrow Way (Parts 1-3)» (Гілмор)                                                              | 12:17            |
| 5.               | «The Grand Vizier's Garden Party (Part 1: Entrance; Part 2: Entertainment; Part 3: Exit)» (Мейсон) | 8:46             |

| аудіокасета | аудіокасета                                                                                   | аудіокасета |
| #           | Назва                                                                                         | Тривалість  |
| ----------- | --------------------------------------------------------------------------------------------- | ----------- |
| 1.          | «Sysyphus»                                                                                    |             |
| 2.          | «Astronomy Domine»                                                                            |             |
| 3.          | «Grantchester Meadows»                                                                        |             |
| 4.          | «Several Species of Small Furry Animals Gathered Together in a Cave and Grooving with a Pict» |             |
| 5.          | «Careful with That Axe, Eugene»                                                               |             |
| 6.          | «The Narrow Way»                                                                              |             |
| 7.          | «Set the Controls for the Heart of the Sun»                                                   |             |
| 8.          | «The Grand Vizier's Garden Party»                                                             |             |
| 9.          | «A Saucerful of Secrets»                                                                      |             |

| аудіокасета | аудіокасета                                                                                     | аудіокасета |
| #           | Назва                                                                                           | Тривалість  |
| ----------- | ----------------------------------------------------------------------------------------------- | ----------- |
| 1.          | «Astronomy Domine»                                                                              |             |
| 2.          | «The Narrow Way: Parts I, II, III»                                                              |             |
| 3.          | «Grantchester Meadows»                                                                          |             |
| 4.          | «Several Species of Small Furry Animals Gathered Together in a Cave and Grooving with a Pict»   |             |
| 5.          | «Sysyphus: Part I, II, III, and IV»                                                             |             |
| 6.          | «The Grand Vizier's Garden Party: Part I: Entrance, Part II: Entertainment, and Part III: Exit» |             |

| CD (концертний альбом) | CD (концертний альбом)                      | CD (концертний альбом) |
| #                      | Назва                                       | Тривалість             |
| ---------------------- | ------------------------------------------- | ---------------------- |
| 1.                     | «Astronomy Domine»                          | 8:29                   |
| 2.                     | «Careful with That Axe, Eugene»             | 8:50                   |
| 3.                     | «Set the Controls for the Heart of the Sun» | 9:26                   |
| 4.                     | «A Saucerful of Secrets»                    | 12:48                  |

| CD (студійний альбом) | CD (студійний альбом)                                                                         | CD (студійний альбом) |
| #                     | Назва                                                                                         | Тривалість            |
| --------------------- | --------------------------------------------------------------------------------------------- | --------------------- |
| 1.                    | «Sysyphus (Part 1)»                                                                           | 1:08                  |
| 2.                    | «Sysyphus (Part 2)»                                                                           | 3:30                  |
| 3.                    | «Sysyphus (Part 3)»                                                                           | 1:49                  |
| 4.                    | «Sysyphus (Part 4)»                                                                           | 6:59                  |
| 5.                    | «Grantchester Meadows»                                                                        | 7:19                  |
| 6.                    | «Several Species of Small Furry Animals Gathered Together in a Cave and Grooving with a Pict» | 5:01                  |
| 7.                    | «The Narrow Way (Part 1)»                                                                     | 3:25                  |
| 8.                    | «The Narrow Way (Part 2)»                                                                     | 2:54                  |
| 9.                    | «The Narrow Way (Part 3)»                                                                     | 5:51                  |
| 10.                   | «The Grand Vizier's Garden Party (Part 1: Entrance)»                                          | 1:00                  |
| 11.                   | «The Grand Vizier's Garden Party (Part 2: Entertainment)»                                     | 7:06                  |
| 12.                   | «The Grand Vizier's Garden Party (Part 3: Exit)»                                              | 0:38                  |

## Учасники запису
Pink Floyd
- Сід Барретт — гітара, вокал;
- Девід Гілмор — гітара, вокал; всі інструменти в композиції «The Narrow Way» (гітара, клавішні, ударні, бас-гітара та вокал)
- Нік Мейсон — ударні, перкусія, вокал всі інструменти в композиції «Grand Viziers…» (крім флейти)
- Річард Райт — клавішні, орган, вокал; всі інструменти в композиції «Sysyphus» (клавішні,ударні, гітара та вокал)
- Роджер Вотерс — бас-гітара, вокал. в «Grantchester Meadows»

Додатковий персонал
- Лінді Мейсон — флейти у «The Grand Vizier's Garden Party» частини І і III (в титрах не вказано)
- Брайан Хамфріс — інженер (концертний альбом)
- «Pink Floyd» — продюсування (концертний альбом)
- Пітер М'ю — інженер (студійний альбом)
- Норман Сміт — продюсування (студійний альбом)
- «Hipgnosis» — дизайн і фотографії
- Рон Гісін — додатковий вокал у «Several Species of Small Furry Animals Gathered Together in a Cave and Grooving with a Pict»

## Композиції

### Astronomy Domine
Астрономія Господня

(Барретт)
Цю версію багато шанувальників гурту вважають класичною. У композиції помітно, що Гілмор, як і Баррет, є прихильником експериментів з гітарним звуком, Дейв не раз стверджував, що саме він навчив Сіда прийомам гри, які згодом стали його фірмовим саундом. Не можна не визнати того що, хоч і важче структурована, ця версія є завершенішою, ніж барретівська.

### Careful With That Axe, Eugene
Обережніше з цією сокирою, Юджин

(Вотерс, Райт, Мейсон, Гілмор)
Можна було почути лише на другій стороні синглу «Point Me At The Sky», який вийшов в грудні 1968 року. Виконували її з кінця березня 1968 року, цю композицію створено як частину звукового супроводу фільму Пітера Сайкса «The Committee», однак вона не потрапила до фільму. Після цього композицію продовжували розвивати, вона ставала все важчою та похмурішою, однак і динамічнішою. Що стосується назви, то ім'я Юджин зустрічається в композиції «Point Me At The Sky». За словами Вотерса, композиція віддзеркалює вибух агресії, яка приймає маніакальні, криваві форми.

### Set The Controls For The Heart Of The Sun
Встановіть курс до центру сонця

(Вотерс)
Відрізняється від оригінальної версії потужнішим звучанням ударних Мейсона. Розгорнута інструментальна частина перед третім куплетом включає в собі експерименти Гілмора з «фідбеком». Додано також органний програш Райта в східному стилі.

### A Saucerful Of Secrets
Повне блюдце секретів

(Вотерс, Райт, Мейсон, Гілмор)
У новій версії її розділено на чотири частини, кожна з яких має власну назву:
1. «Something Else»,
2. «Syncopated Pandemonium»,
3. «Storm Signal»,
4. «Celestial Voices».

Це «збірна» версія, першу частину якої взято з виступу в «Mothers Club» 27 квітня 1969 року, а другу — з концерту в Манчестері 2 травня.

### Sysyphus
Сізіф

(Райт)
Це музична розповідь про долю міфічного царя Коринфа Сізіфа, який був жорстоко покараний богами за взяття в полон бога смерті Таната (таким чином Сізіф хотів уникнути своєї смерті). У підземному царстві він повинен був закочувати на гору важкий камінь, який при наближенні до вершини гори завжди вислизає з рук Сізіфа, знову і знову скочуючись донизу. У першій частині, розповідь іде про сходження Сізіфа до престолу, похмуре та величне звучання оркестру, яке створив меллотрон, поступається місцем джазовому фортепіано, яке, за визнанням Райта, було його першою любов'ю в музиці. Друга частина несе в собі виразний відбиток музики Штокхаузена і Джона Кейджа, з творчістю яких Райт познайомився, навчаючись в Гілдхоллскій музичній школі в Лондоні. Третя частина — цілком експериментальна і є сумішшю звуків меллотрону, органу «Фарфіса», співу птахів, гонгу та гітари, на якій Рік грав один єдиний раз. У четвертій частині після органного вступу повторено фортепіанний мотив з першої частини, таким чином завершуючи п'єсу. Згодом Райт стверджував, що ця п'єса допомогла йому прояснити його ставлення до власної музики. З цього часу його композиції стали простішими та емоційно насиченішими.

### Grantchester Meadows
Гранчестер Медоуз

(Вотерс)
Написана Вотерсом під впливом Руперта Брука, який сидів у Кембриджі, неподалік від Грантчестерских луків, ранні пасторальні вірші якого Роджер вчив в школі. Наприкінці пісні можна почути дзижчання бджоли чи мухи, потім звуки кроків та шалені спроби вбити бідне створіння. Кроки записували в студії, для чого Сторм Торґерсон, автор дизайну багатьох альбомів гурту, ходив вгору-вниз по сходах у дерев'яних черевиках. Цей запис став одною з легенд психоделічної музики, коли на початку 70-х з'явилися навушники.

### Several Species Of Small Furry Animals Gathered Together In A Cave And Grooving With A Pict
Декілька особливо маленьких хутрових потвор, зібраних у печері, які насолоджуються разом з піктами

(Вотерс)
Одна з найнезвичніших композицій гурту. Вона віддзеркалює популярні на той час експерименти зі звуками «тварин», більшість з яких створено шляхом програвання стрічки з різною швидкістю в різних напрямках. А щодо монологу пікта (пікти — древнє плем'я в Шотландії), якого з не завжди переконливим шотландським акцентом промовляє Вотерс, то він, мабуть є пародією на стиль знаменитого шотландського поета Роберта Бернса.

### The Narrow Way
Вузька доріжка

(Гілмор)
Композицію написав Гілмор і спочатку її мали включити до сюїти «The Man». Однак потім він переробив її для включення в свою частину соло-альбому через брак чого-небудь кращого. Тут Дейв вперше зіткнувся з проблемою віршування. Зазнавши, як йому здавалося, невдачі, він прямо з студії зателефонував Вотерсу та попросив допомоги, однак одержав відмову. Зрештою, пісню все-таки було записано так, як Дейв написав її спочатку.

### The Grand Vizier's Garden Party
Вечірка в саду у великого візира

(Мейсон)
Це експериментальний музичний колаж Ніка Мейсона, створити який йому допомогла його тодішня дружина, професійна флейтистка Лінді. Мейсон жваво цікавився авангардом, регулярно відвідуючи концерти таких експериментальних гуртів, як «Joe Byrd» і «White Noise».

## Чарти
| Рік  | Чарт                  | Позиція |
| ---- | --------------------- | ------- |
| 1969 | UK Albums Chart       | 5       |
| 1970 | Billboard поп-альбоми | 74      |